# La Neuville-lès-Wasigny
Pour les articles homonymes, voir Neuville et Wasigny.
La Neuville-lès-Wasigny est une commune française, située dans le département des Ardennes en région Grand Est.

## Géographie
La localité est située dans les Ardennes, dans la région du Porcien et dans les crêtes préardennaises. Elle est baignée par la Vaux, affluent de l'Aisne.
|        | Lalobbe                 |            |
| Draize | La Neuville-lès-Wasigny | Grandchamp |
|        | Wasigny                 |            |

### Hydrographie
La commune est dans la région hydrographique « la Seine du confluent de l'Oise (inclus) à l'embouchure » au sein du bassin Seine-Normandie. Elle est drainée par la Vaux, le cours d'eau 01 de la commune de la Neuville-lès-Wasigny et le Fossé de la Briquetterie,.
La Vaux, d'une longueur de 38 km, prend sa source dans la commune de Signy-l'Abbaye, à 236 m d'altitude, et se jette  dans l'Aisne à Taizy, à 68 m d'altitude, après avoir traversé 13 communes.

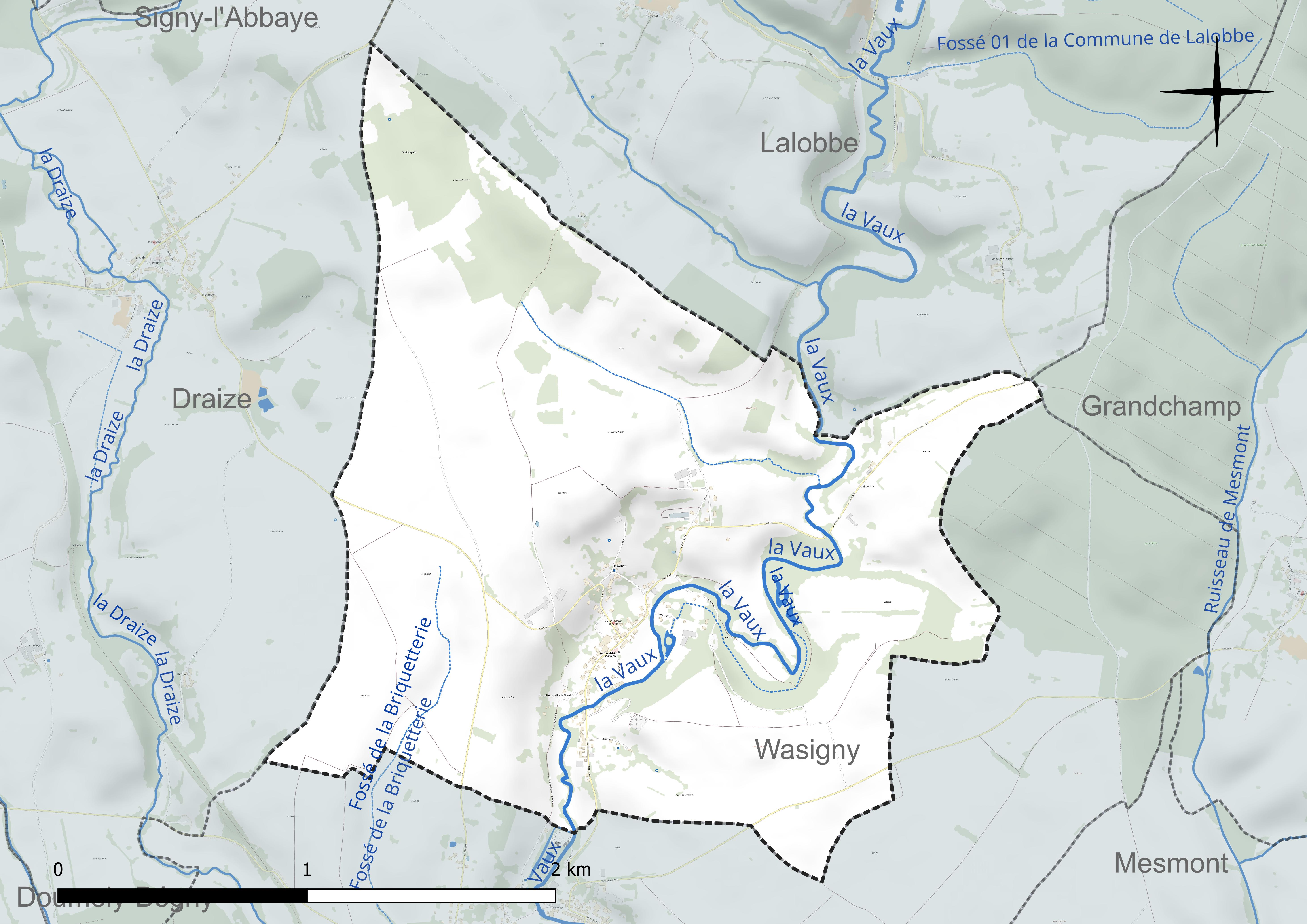
Réseau hydrographique de la Neuville-lès-Wasigny.

### Climat
Pour des articles plus généraux, voir Climat du Grand Est et Climat des Ardennes.
En 2010, le climat de la commune est de type climat des marges montargnardes, selon une étude du Centre national de la recherche scientifique s'appuyant sur une série de données couvrant la période 1971-2000. En 2020, Météo-France publie une typologie des climats de la France métropolitaine dans laquelle la commune est exposée à un climat océanique altéré et est dans la région climatique Nord-est du bassin Parisien, caractérisée par un ensoleillement médiocre, une pluviométrie moyenne régulièrement répartie au cours de l’année et un hiver froid (3 °C).
Pour la période 1971-2000, la température annuelle moyenne est de 9,8 °C, avec une amplitude thermique annuelle de 15,8 °C. Le cumul annuel moyen de précipitations est de 821 mm, avec 12,7 jours de précipitations en janvier et 9,4 jours en juillet. Pour la période 1991-2020, la température moyenne annuelle observée sur la station météorologique de Météo-France la plus proche, « Signy-l'abbaye », sur la commune de Signy-l'Abbaye à 8 km à vol d'oiseau, est de 10,2 °C et le cumul annuel moyen de précipitations est de 1 060,5 mm. 
La température maximale relevée sur cette station est de 40 °C, atteinte le 25 juillet 2019 ; la température minimale est de −20,5 °C, atteinte le 17 janvier 1985,,.
Les paramètres climatiques de la commune ont été estimés pour le milieu du siècle (2041-2070) selon différents scénarios d'émission de gaz à effet de serre à partir des nouvelles projections climatiques de référence DRIAS-2020. Ils sont consultables sur un site dédié publié par Météo-France en novembre 2022.

## Urbanisme

### Typologie
Au 1er janvier 2024, La Neuville-lès-Wasigny est catégorisée commune rurale à habitat dispersé, selon la nouvelle grille communale de densité à 7 niveaux définie par l'Insee en 2022.
Elle est située hors unité urbaine et hors attraction des villes,.

### Occupation des sols
L'occupation des sols de la commune, telle qu'elle ressort de la base de données européenne d’occupation biophysique des sols Corine Land Cover (CLC), est marquée par l'importance des territoires agricoles (86,7 % en 2018), une proportion identique à celle de 1990 (86,7 %). La répartition détaillée en 2018 est la suivante : 
terres arables (42,1 %), prairies (35,9 %), forêts (13,3 %), zones agricoles hétérogènes (8,7 %). L'évolution de l’occupation des sols de la commune et de ses infrastructures peut être observée sur les différentes représentations cartographiques du territoire : la carte de Cassini (XVIIIe siècle), la carte d'état-major (1820-1866) et les cartes ou photos aériennes de l'IGN pour la période actuelle (1950 à aujourd'hui).

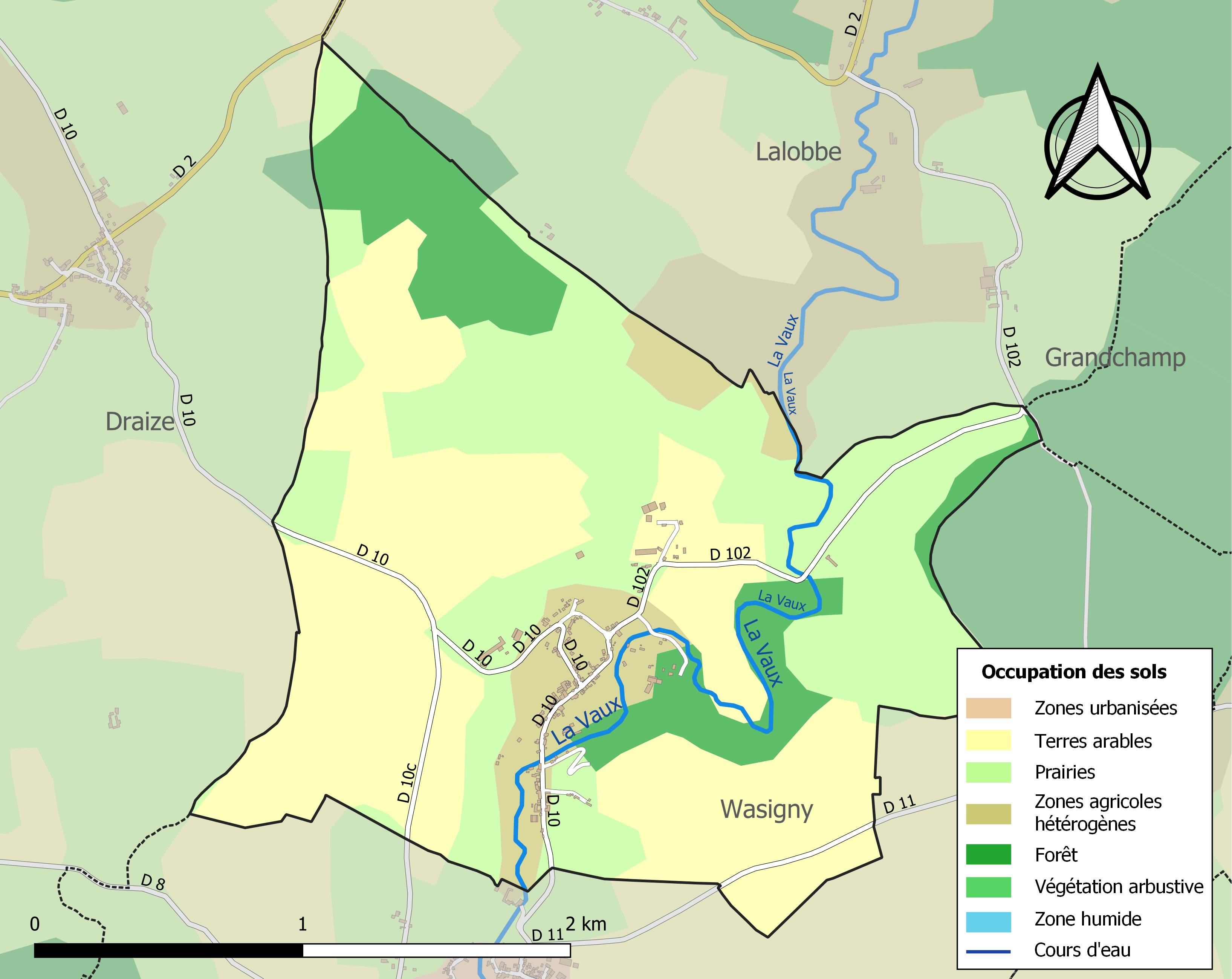
Carte des infrastructures et de l'occupation des sols de la commune en 2018 (CLC).

## Toponymie
Le nom Neuville dérive du latin novavilla, ou « nouveau domaine ». C'est un toponyme très répandu désignant une ville nouvelle (« neuve ville »). De l'adjectif de la langue d'oïl neuve et ville « village ».
La préposition « lès » permet de signifier la proximité d'un lieu géographique par rapport à un autre lieu. En règle générale, il s'agit d'une localité qui tient à se situer par rapport à une ville voisine plus grande. La commune de La Neuville indique qu'elle se situe près de Wasigny.

## Politique et administration
| Période                                  | Période  | Identité                                        | Étiquette | Qualité |
| ---------------------------------------- | -------- | ----------------------------------------------- | --------- | ------- |
|                                          | 1847     | Jacques Lebrun                                  |           |         |
| 1847                                     | 1848     | Jean-Baptiste Suan                              |           |         |
| 1849                                     | 1852     | Antoine Lejeune                                 |           |         |
| 1852                                     | 1858     | Jacques Faux                                    |           |         |
| 1858                                     | 1888     | Jean-Baptiste Suan                              |           |         |
| 1888                                     |          | Emile Antoine                                   |           |         |
|                                          |          |                                                 |           |         |
| mars 2001                                | mai 2013 | Michel Cadot                                    |           |         |
| juin 2013                                | En cours | Nadine Marchand Réélue pour le mandat 2020-2026 |           |         |
| Les données manquantes sont à compléter. |          |                                                 |           |         |

## Démographie
L'évolution du nombre d'habitants est connue à travers les recensements de la population effectués dans la commune depuis 1793. Pour les communes de moins de 10 000 habitants, une enquête de recensement portant sur toute la population est réalisée tous les cinq ans, les populations de référence des années intermédiaires étant quant à elles estimées par interpolation ou extrapolation. Pour la commune, le premier recensement exhaustif entrant dans le cadre du nouveau dispositif a été réalisé en 2006.

En 2022, la commune comptait 162 habitants, en évolution de +0,62 % par rapport à 2016 (Ardennes : −2,97 %, France hors Mayotte : +2,11 %).
| 1793 | 1800 | 1806 | 1821 | 1831 | 1836 | 1841 | 1846 | 1851 |
| ---- | ---- | ---- | ---- | ---- | ---- | ---- | ---- | ---- |
| 202  | 233  | 260  | 275  | 344  | 376  | 467  | 752  | 722  |

| 1866  | 1872 | 1876 | 1881 | 1886 | 1891 | 1896 | 1901 | 1906 |
| ----- | ---- | ---- | ---- | ---- | ---- | ---- | ---- | ---- |
| 1 004 | 802  | 731  | 639  | 668  | 376  | 323  | 321  | 314  |

| 1911 | 1921 | 1926 | 1931 | 1936 | 1946 | 1954 | 1962 | 1968 |
| ---- | ---- | ---- | ---- | ---- | ---- | ---- | ---- | ---- |
| 283  | 283  | 262  | 263  | 227  | 226  | 267  | 253  | 191  |

| 1975 | 1982 | 1990 | 1999 | 2006 | 2011 | 2016 | 2021 | 2022 |
| ---- | ---- | ---- | ---- | ---- | ---- | ---- | ---- | ---- |
| 193  | 181  | 155  | 129  | 157  | 171  | 161  | 161  | 162  |

## Culture locale et patrimoine

### Lieux et monuments

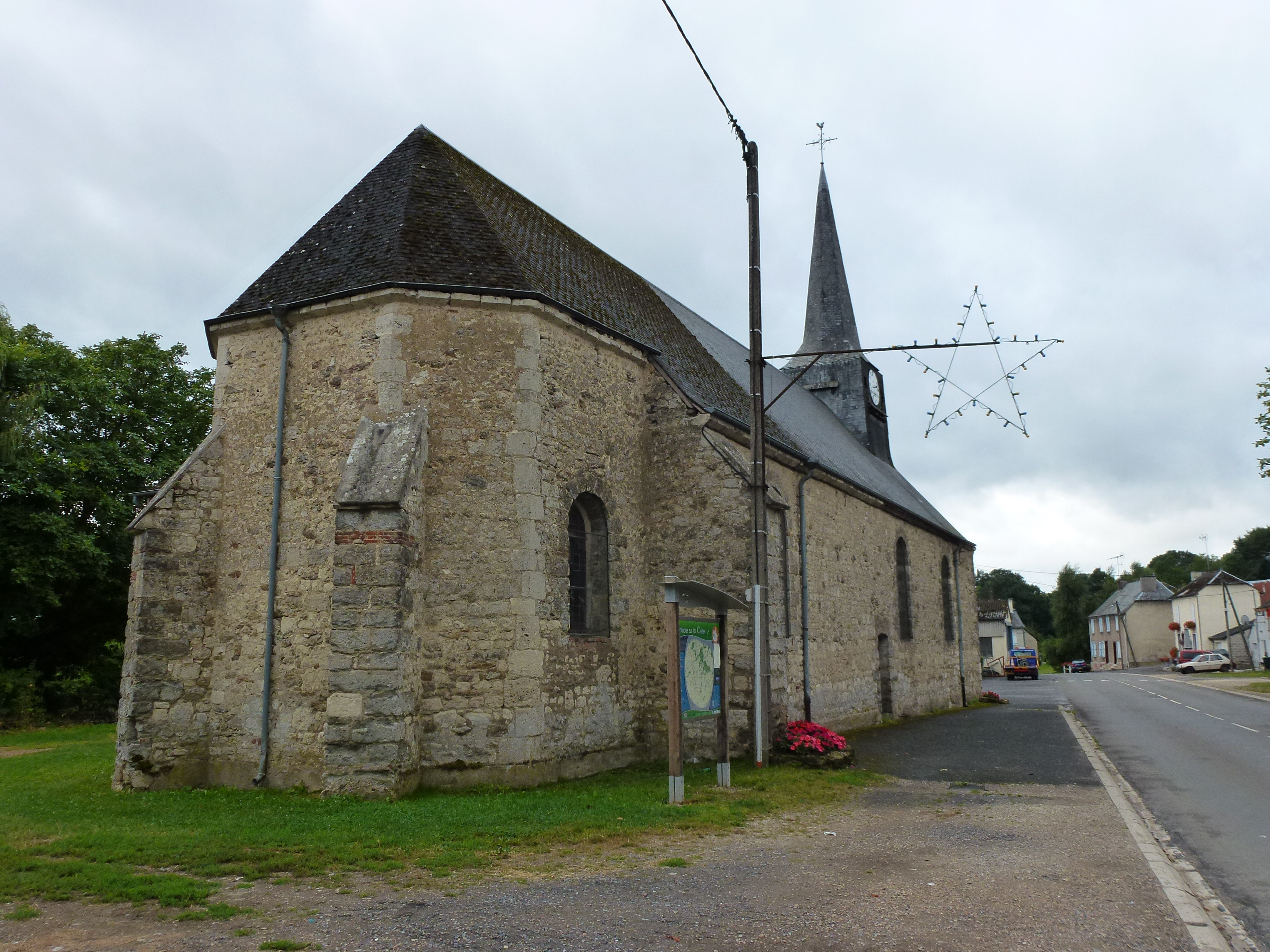
Église Saint-Thimothée.

- Église Saint-Thimothée reconstruite en 1775.
- Statue en bois peint, 85 cm de haut, représentant un saint confesseur (ou saint Jean) classée monument historique.
- Mairie
- Lavoir

### Héraldique
| Armes de La Neuville-lès-Wasigny | Les armes de la commune de La Neuville-lès-Wasigny se blasonnent ainsi : Tiercé en pairle renversé : au 1er de gueules à l'épée renversée d'or posée en barre, au 2e de sinople à la gerbe de blé d'or liée de gueules, au 3e d'argent à la fasce ondée d'azur. Création Jean-François Binon. Adopté le 18 décembre 2015. |

### Personnalités liées à la commune
- Léon Harmel (1829-1915), industriel à l'origine des premiers conseils d'usine assurant, dès 1883, la coopération des ouvriers à la direction technique et au maintien de la discipline (débuts du syndicalisme ouvrier chrétien), y est né.
- Alcide Railliet (1852-1930), zoologiste, un des fondateurs de la parasitologie, professeur à l'École vétérinaire d'Alfort et membre de l'Académie de médecine, y est né.